# Bernard Monot
Pour les articles homonymes, voir Monot.
Bernard Monot, né le 3 juillet 1962 à Nice, est un homme politique français.
Issu de la société civile, il devient stratégiste économique du Front national (FN). Il est élu député français au Parlement européen de la circonscription Massif central-Centre à l'occasion des élections européennes de 2014. En 2018, il quitte le FN pour rejoindre Debout la France (DLF).

## Biographie

### Formation
Bernard Monot suit les cours d'une école supérieure de commerce et obtient un DESS en économie entre 1982 et 1988 ; puis il étudie à HEC Paris en 1998-1999.

### Vie professionnelle
Il travaille comme cambiste, puis financier, chez Natixis, Allianz et HSBC, avant de rejoindre la Caisse des dépôts et consignations, en 2008.
Parallèlement à sa carrière, il participe à des cercles de réflexion[Lesquels ?] se préoccupant des problèmes récurrents de la France dans le domaine de l'économie et du social. Ses travaux de recherche personnelle lui permettent de conclure en 2005 à l'avènement proche d'une grande transformation mondiale du modèle macroéconomique.
Il a par ailleurs collaboré au Quotidien de Paris.

### Parcours politique
Bernard Monot est sympathisant du Front national depuis la fin des années 1970, mais n'adhère au parti qu'en 1989. À partir de 2005, il devient, avec Bruno Lemaire et Jean-Richard Sulzer, l'un des principaux conseillers du Front national et en particulier de Marine Le Pen sur les dossiers économiques, sous le pseudonyme de Nicolas Pavillon. Il revendique en particulier la modélisation du « plan de désendettement de la France » de Marine Le Pen, et affirme être à l'initiative de la « doctrine du FN sur la monnaie, le financement de l'État, l'emploi et les retraites ».
Le 24 février 2014, à l’occasion d’une conférence de presse à Chartres, Marine Le Pen présente Bernard Monot à la presse et l’annonce officiellement comme tête de liste FN-RBM pour les élections européennes de 2014 dans la circonscription Massif central-Centre. 
Le 25 mai 2014, il est élu député européen, la liste qu'il conduit dans la circonscription Massif central-Centre arrivant en tête avec 24,2 % des suffrages.
Lors du XVIe congrès du Front national, il arrive 15e du vote des militants pour le Conseil national (ex-comité central) et n'est pas renouvelé par Marine Le Pen dans le bureau national (ex-bureau politique). L'Opinion présente ces résultats comme « une grosse déception » pour l'intéressé, qui n'est « pas du tout certain de se retrouver en position éligible aux élections européennes de 2019 ». Le Figaro explique sa mise à l'écart par « des désaccords avec Marine Le Pen ».
Le 29 mai 2018, il quitte le groupe ENL au Parlement européen pour rejoindre le groupe Europe de la liberté et de la démocratie directe, dans lequel figurent de récents démissionnaires du FN dont Florian Philippot,. Il dément cependant un départ du FN comme l'avance L'Opinion,.
Le 31 mai 2018, il rejoint Debout la France. Il est un temps pressenti pour figurer sur la liste du parti aux élections européennes de 2019, ce qui n’est finalement pas le cas. Il quitte alors le Parlement européen.

#### Positions
Il défend les principes de l'économie de marché protégée et régulée raisonnablement dans le cadre d'un État de droit maîtrisant les risques systémiques extérieurs, pour l'intérêt général et le bien commun. Il est inspiré en partie par Jacques Rueff, Friedrich Hayek et Maurice Allais. Le journal Le Monde avance que Bernard Monot se considère, paradoxalement, comme un économiste libertarien,, mais signale que cette déclaration est contradictoire avec ses idées. 
Il se dit opposé aux modèles macroéconomiques, tant « ultralibéral »[Lequel ?] qu'anticapitaliste (marxiste), Bernard Monot considérant qu'ils visent dans les deux cas à annihiler le rôle de la nation et de ses frontières, au profit d'un système bancaire privé mondial. Au contraire, il se dit pour un dispositif national d'entreprises et de banques à système coopératif, détenues par des citoyens-sociétaires.[réf. nécessaire]
Bernard Monot se définit comme adversaire des politiques économiques issues de l'école de Chicago ainsi que keynésiennes, dont il considère l'application destructrice des richesses nationales et remises en cause par les crises à répétition depuis les années 1970. 
En juin 2015, réagissant aux propos de Jean-Marie Le Pen qui dit n'avoir « jamais considéré le maréchal Pétain comme un traître » et estime qu'« on a été très sévère avec lui à la Libération », il répond que le Maréchal « a fait ce qu'il a pu en situation difficile », tout en affirmant qu'il « n'y a pas de pétainistes » au FN,.
Il plaide pour « un copier-coller des critères de souveraineté du Royaume-Uni : sortie de Schengen, contrôle de notre système bancaire, supervision de l’union bancaire privée, gouvernance monétaire nationale avec une nouvelle monnaie nationale à côté d'un euro commercial, maîtrise de notre budget, refrancisation de la PAC ». D'après le journaliste Laurent de Boissieu, il ne remet pas en cause le principe de primauté du droit de l'Union européenne, contrairement à Marine Le Pen ou Florian Philippot. Après les élections nationales de 2017, il appelle à abandonner la proposition d'une sortie de la zone euro, estimant que « c'est une impasse politique ».

## Dans la fiction
Dans la bande dessinée d'anticipation de François Durpaire et Farid Boudjellal, La Présidente, où Marine Le Pen gagne l’élection présidentielle de 2017, Bernard Monot devient ministre des Souverainetés.

## Publications
- L'Eurovision pour les peuples, éditions Muller, 2019.